# Elaine Caswell
Elaine Caswell (* um 1960 in Perrysburg) ist eine US-amerikanische Rocksängerin.

## Karriere
Obwohl Elaine Caswell seit Anfang der 1980er Jahre in zahlreichen Musikproduktionen mitwirkte, gelang ihr nie der große kommerzielle Durchbruch. Erste Bekanntheit erlangte Caswell 1984 als Duettpartnerin von Joe Jackson im Lied Happy Ending, das auf dem Album Body and Soul erschien und als Single ausgekoppelt wurde. Caswell ist auch im Video zum Stück zu sehen.
1989 wurde Elaine Caswell eine der Sängerinnen der von Jim Steinman ins Leben gerufenen Frauenband Pandora’s Box, das einzige Album der Band „Original Sin“ floppte allerdings. Beide auf der Platte von Caswell gesungenen Stücke wurden jedoch später mit anderen Sängern zu Erfolgen: „It's All Coming Back To Me Now“ wurde 1996 erfolgreich von Céline Dion
interpretiert. Mit dem Stück „It Just Won't Quit“ hatte Jahre später Meat Loaf großen Erfolg.
Caswell war und ist darüber hinaus als Studio-Sängerin und Sängerin für Werbespots tätig. Im Studio war sie Background-Sängerin für Cher, Céline Dion, Phyllis Hyman, Meat Loaf, Jennifer Rush, Bonnie Tyler und John Waite. Als Werbesängerin ist Elaine Caswell unter anderem in Werbefilmen von Dr Pepper, Burger King, Kellogg’s, Pepsi und Commodore Amiga zu hören.